# فرانکس‌ویل، ویسکانسین
فرانکس‌ویل (به انگلیسی: Franksville) یک منطقهٔ مسکونی در ایالات متحده آمریکا است که در Caledonia واقع شده‌است. فرانکس‌ویل ۱۱٫۲ کیلومتر مربع مساحت و ۱٬۷۸۹ نفر جمعیت دارد و ۲۲۲ متر بالاتر از سطح دریا واقع شده‌است.